# Zarasai
Zarasai (Pools Jeziorosy) is een stad in het uiterste noorden van Litouwen en ligt omgeven door vele meren en rivieren. Ten zuidwesten van de stad ligt het meer Zarasas, in het noorden het meer Zarasaitis, ten zuidoosten het meer Baltas en in het oosten het meer Griežtas.
Sinds begin 16e eeuw stond de plaats bekend onder de Poolse naam Jeziorosy. In 1836 kreeg de plaats de Russische naam Novoaleksandrovsk, ter ere van tsarevitsj Alexander II. In 1919, tijdens de kortstondige onafhankelijkheid van Litouwen, werd de plaats hernoemd tot het Litouwse Ežerėnai, een woord dat is afgeleid van ežeras; "meer". De oude naam Jeziorosy, zo werd gedacht, kwam van het Poolse woord voor "meer". De Jiddische naam 'Ezherene' voor de plaats is van de Litouwse naam afgeleid. In 1929 kreeg de plaats haar huidige Litouwse naam.

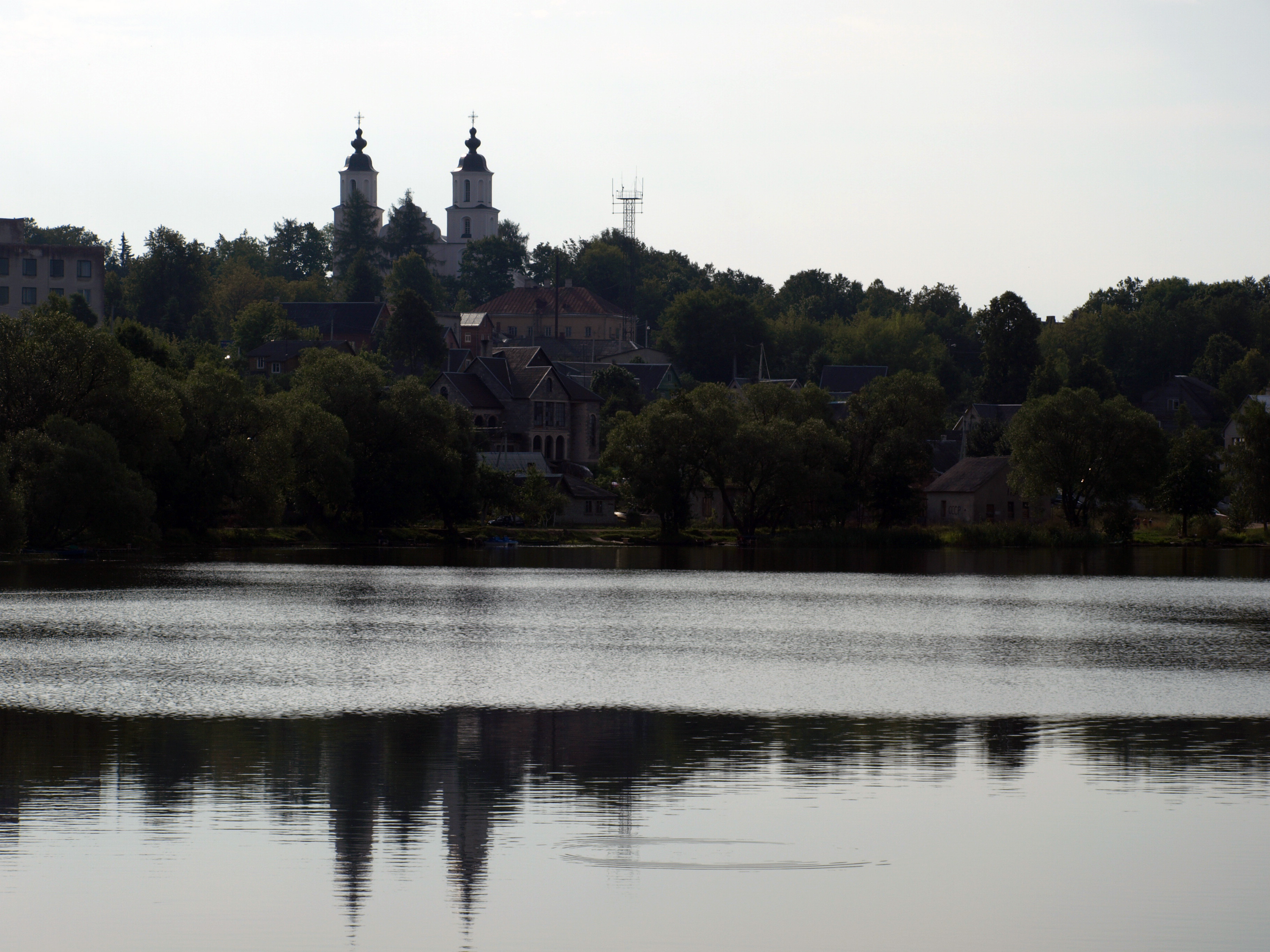
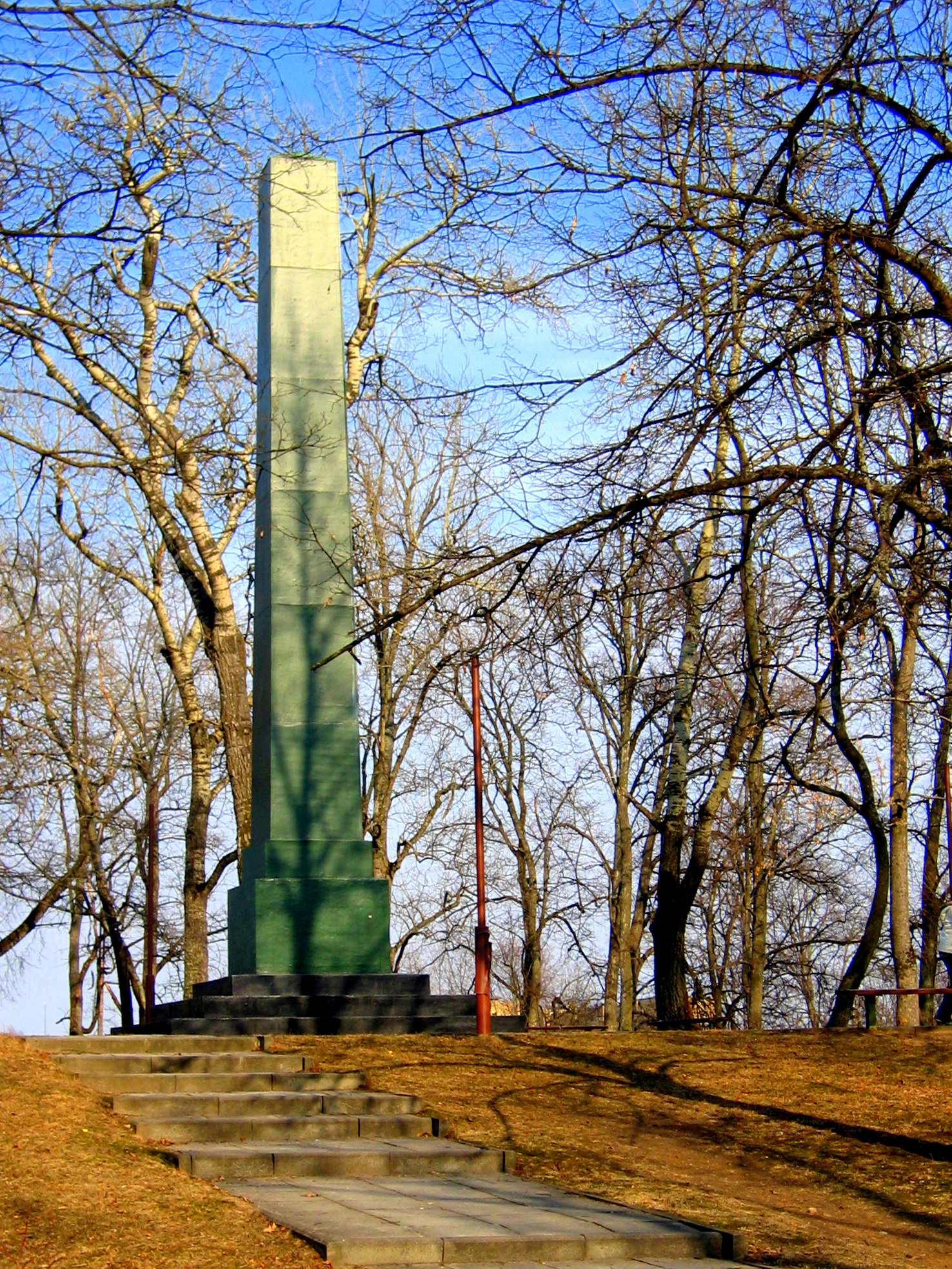
Monument voor de bouw van de weg Suwalki-Zarasai
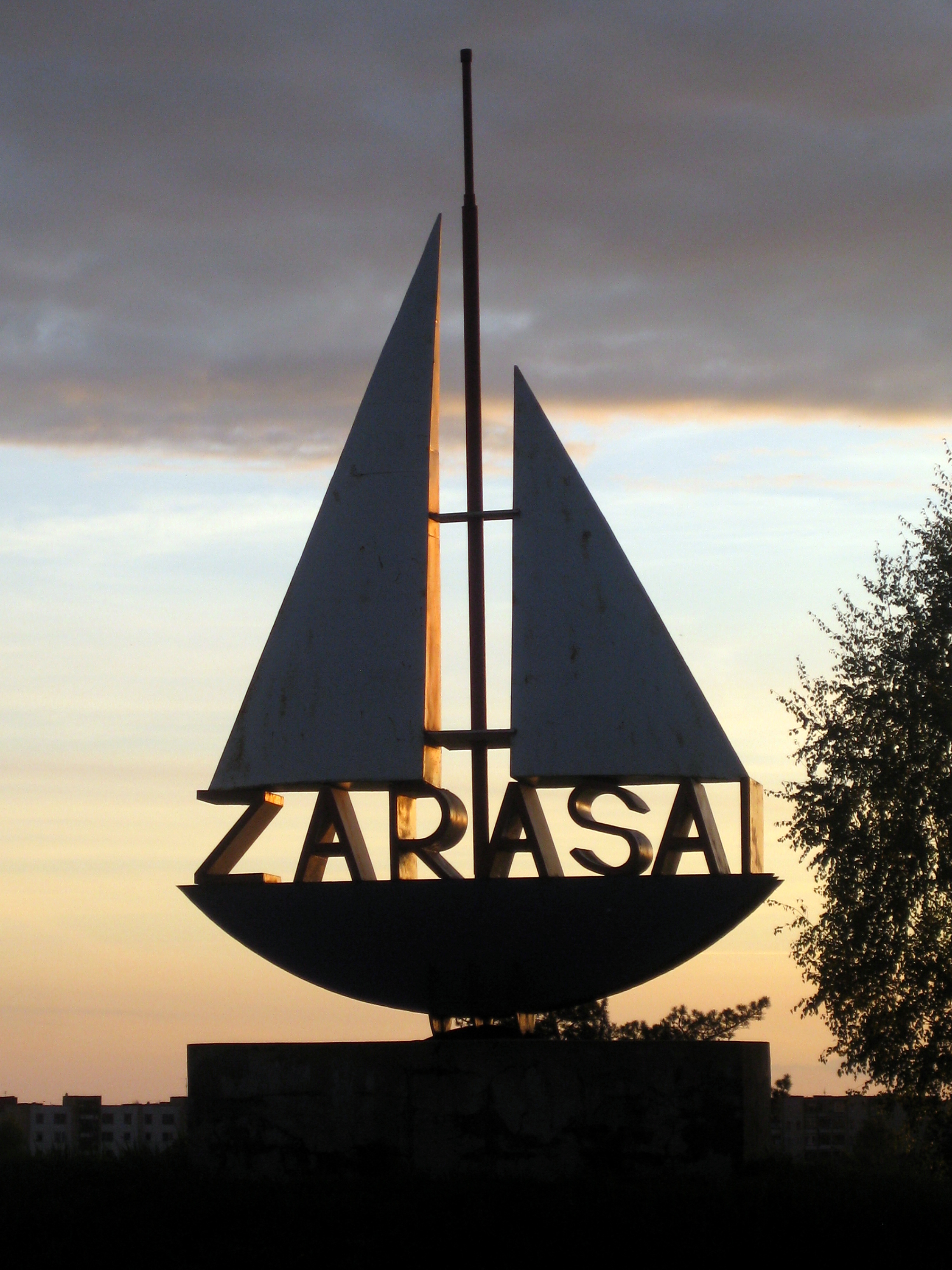